# Éric Mauffrey

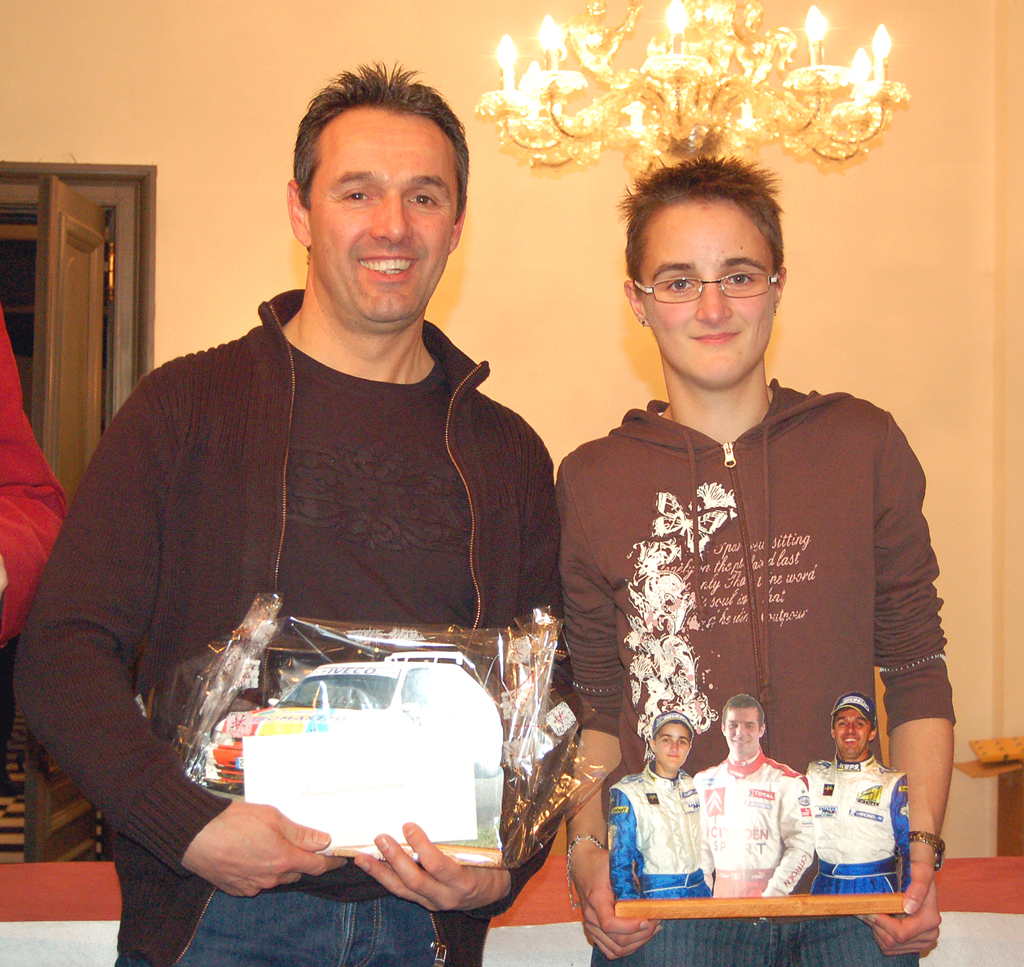
Éric Mauffrey et Marielle Grandemange lors de la remise de prix du comité Lorraine-Alsace 2008

Éric Mauffrey, né le 13 juillet 1959 à Épinal, est un pilote de rallye français du département des Vosges.

## Biographie
Il exerce la profession de gérant d’un centre de formation et réside à Épinal dans le département des Vosges.

## Carrière sportive
Il a fait ses débuts en compétition lors du rallye de Lorraine en 1983, à bord d'une Volkswagen Golf GTI 1600 Gr. N.
C'est en 1985 qu'il révèle ses talents, en terminant 2e de la Coupe de France des voitures de production toujours au volant d'une VW Golf, et en étant nommé Espoir de l’Année Échappement. Il confirme ses bonnes performances en 1986, en remportant le Challenge VAG-Yacco au volant d'une Golf GTI 1800 Gr. A.
En 1992, il est pilote Renault Sport sur une Clio Gr A du Simon Racing team, et il termine 6e du Championnat de France des rallyes, avec quelques beaux résultats (4e au Mont-Blanc, 3e au Cévennes, ainsi qu'au Var). De 1991 à 1995, il officie comme ouvreur de François Delecour en Championnat du Monde; il est ensuite aussi l'ouvreur des frères Panizzi de 2002 à 2005 en mondial, durant toutes ces années, il aura l'occasion d'ouvrir aussi en mondial pour : Miki Biasion et Ari Vatanen (Ford / Argentine), Bruno Thiry (Ford/Catalogne), Jean-Marie Cuoq (307 WRC/ Monte Carlo).
C'est en 2005 qu'il se lance dans l'aventure du Trophée Michelin au volant d'une Subaru Impreza A8 sur les routes du championnat de France asphalte première division, où il échoue sur la 2e marche du podium final derrière Pascal Enjolras qui évolue alors sur une Peugeot 306 Maxi A7.
En 2006, il prend sa revanche en remportant pour la première fois de sa carrière le Trophée Michelin, toujours au volant de la même Subaru Impreza A8. En 2007 il récidive, cette fois au volant d'une Peugeot 306 Maxi A7, après une intense lutte avec le pilote de la Toyota Celica GT4 A8 Patrick Rouillard. Il s'adjuge en plus une victoire remarquée lors de la finale de la Coupe de France, qui se déroule cette année-là à Mende (Lozère) devant les meilleurs pilotes amateurs de France.
Entre 2009 et 2011, il participe au Trophée Clio R3 France, qu'il remporte en 2009 et 2010 (cinquième en 2011, avec seulement trois participations sur six épreuves). En 2012 il participe au nouveau Challenge Renault Sport qui regroupe les pilotes de Clio R.S. R3 et Mégane R.S. N4, sur six épreuves. Il termine à la deuxième place de ce challenge derrière le pilote belge Kris Princen.

## Palmarès
- 2015 : Vainqueur du Trophée Michelin - 7e Championnat de France
- 2010 : Vainqueur du Trophée Renault Clio R3 France - 3e du Trophée Renault Clio Européen;
- 2009 : Vainqueur du Trophée Renault Clio R3;
- 2008 : sur Peugeot 306 Maxi:
  - 3e place au Rallye Alsace-Vosges;
  - 3e place au Rallye Région Limousin;
- 2007 : Vainqueur du Trophée Michelin - 2e du Championnat de France - Vainqueur de la finale de la Coupe de France;
- 2006 : Vainqueur du Trophée Michelin - 5e du Championnat de France;
- 2005 : 2e du Trophée Michelin.
- 1986 : Vainqueur du Challenge Volkswagen - Yacco.

## Voitures pilotées
- Volkswagen Golf GTI (Gr. N, Gr. A)
- Renault 5 GT Turbo (Gr. N)
- Renault Clio 16S (Gr. A)
- Ford Sierra Cosworth (Gr. N, Gr. A)
- Ford Escort Cosworth (Gr. N, Gr. A) et Ford Escort RS 2000 (Gr. A)
- Mitsubishi EVO V et VII (Gr. N)
- Subaru Impreza (Gr. A)
- Peugeot 206 S1600
- Peugeot 206 WRC
- Peugeot 306 Maxi
- Peugeot 307 WRC
- Renault Clio R3
- Renault Mégane RS 250 N4
- Nissan 370Z (Gr.GT+)
- Peugeot 208 T16 (R5)
- Skoda Fabia R5
- Skoda Fabia evo R5